# Commissione delle conferenze episcopali della Comunità Europea
La Commissione delle conferenze episcopali della Comunità Europea, in lingua latina Commissio episcopatuum Communitatis Europaeae (COMECE), è un'organizzazione cattolica romana che riunisce i vescovi europei con lo scopo di esaminare la politica e la legislazione dell'Unione europea (UE) dal punto di vista della dottrina sociale della Chiesa cattolica. COMECE non deve essere confuso con il Consiglio delle conferenze dei vescovi d'Europa (CCEE).
La COMECE è composta dai vescovi delegati dalle ventisei conferenze episcopali cattoliche dell'Unione europea e ha un segretariato permanente a Bruxelles. È stata istituita il 3 marzo 1980 ed è stata preceduta dal Servizio europeo di informazione pastorale (SIPECA, 1976-1980). Le discussioni fatte nel 1970 sulla creazione di uno strumento di collegamento tra conferenze episcopali e Comunità europea hanno portato alla decisione, alla vigilia delle prime elezioni dirette del Parlamento europeo nel 1979, di stabilire la COMECE.

## Obiettivi
Gli obiettivi della COMECE sono:
- monitorare e analizzare il processo politico dell'Unione europea, per informare e sensibilizzare l'opinione pubblica nella Chiesa dello sviluppo della politica e della legislazione dell'UE;
- mantenere un dialogo regolare con le istituzioni europee (Commissione europea, Consiglio dell'Unione europea e Parlamento europeo) attraverso riunioni dei vertici annuali dei leader religiosi;
- stabilire un dialogo tra i seminari;
- prendere parte alle consultazioni avviate dalla Commissione europea;
- promuovere la riflessione, basata sulla dottrina sociale della Chiesa, sulle sfide che attendono l'Europa unita.

La Commissione è finanziata dalle ventisei conferenze episcopali che ne fanno parte. Il Segretariato è attualmente composto da dieci persone.

## Organizzazione
Dal 22 marzo 2023 il presidente è Mariano Crociata, vescovo di Latina-Terracina-Sezze-Priverno. Ci sono inoltre quattro vicepresidenti e un segretario generale, don Manuel Barrios Prieto. Il presidente e i vicepresidenti restano in carica cinque anni, mentre il segretario generale è nominato per un mandato rinnovabile di quattro anni.

## Cronotassi

### Presidenti
- Vescovo Franz Hengsbach (1980 - 1984)
- Arcivescovo Jean Hengen (1984 - 1990)
- Arcivescovo Charles-Amarin Brand (1990 - 1993)
- Vescovo Josef Homeyer (1993 - marzo 2006)
- Vescovo Adrianus Herman van Luyn, S.D.B. (marzo 2006 - 14 gennaio 2011)
- Cardinale Reinhard Marx (22 marzo 2012 - 8 marzo 2018)
- Cardinale Jean-Claude Hollerich, S.I. (8 marzo 2018 - 22 marzo 2023)
- Vescovo Mariano Crociata, dal 22 marzo 2023

### Vicepresidenti
- Vescovo Jean Hengen (1982 - 1984)
- Vescovo Dante Bernini (1983 - 1986)
- Vescovo Franz Hengsbach (1984 - 1986)
- Vescovo José da Cruz Policarpo (1986 - 1990)
- Arcivescovo Charles-Amarin Brand (1986 - 1990)
- Vescovo Luc Alfons De Hovre, S.I. (1990 - 1993)
- Vescovo Joseph Duffy (1990 - 1993)
- Arcivescovo Elías Yanes Álvarez (1993 - 2000)
- Arcivescovo Fernand Franck (1993 - 2000)
- Vescovo Attilio Nicora (2000 - 2002)
- Vescovo Adrianus Herman van Luyn, S.D.B. (2000 - marzo 2006)
- Arcivescovo Hippolyte Louis Jean Simon (aprile 2003 - marzo 2006)
- Arcivescovo Diarmuid Martin (marzo 2006 - marzo 2009)
- Vescovo Piotr Jarecki (marzo 2006 - novembre 2012)
- Cardinale Reinhard Marx (marzo 2009 - 22 marzo 2012)
- Vescovo Jean Kockerols (22 marzo 2012 - 8 marzo 2018)
- Vescovo Gianni Ambrosio (22 marzo 2012 - 8 marzo 2018)
- Vescovo Virgil Bercea (22 marzo 2012 - marzo 2015)
- Vescovo Rimantas Norvila (4 marzo 2016 - 8 marzo 2018)
- Vescovo Czeslaw Kozon (4 marzo 2016 - 8 marzo 2018)
- Vescovo Noël Treanor (8 marzo 2018 - 26 novembre 2022)
- Vescovo Mariano Crociata (8 marzo 2018 - 22 marzo 2023)
- Vescovo Jan Vokál (8 marzo 2018 - 22 marzo 2023)
- Vescovo Franz-Josef Overbeck (8 marzo 2018 - 22 marzo 2023)
- Arcivescovo Antoine Hérouard, dal 22 marzo 2023
- Vescovo Nuno Brás da Silva Martins, dal 22 marzo 2023
- Vescovo Rimantas Norvila, dal 22 marzo 2023
- Vescovo Czeslaw Kozon, dal 22 marzo 2023

### Segretari generali
- Presbitero Paul Huot-Pleuroux (3 marzo 1980 - 31 marzo 1993)
- Presbitero Noël Treanor (31 marzo 1993 - 22 febbraio 2008)
- Presbitero Piotr Mazurkiewicz (marzo 2008 - novembre 2012)
- Presbitero Patrick H. Daly (23 novembre 2012 - 4 marzo 2016)
- Frate Olivier Poquillon, O.P. (4 marzo 2016 - 1º settembre 2019)
- Presbitero Manuel Barrios Prieto, dal 1º settembre 2019